# Zastronie
Zastronie – wieś w Polsce położona w województwie mazowieckim, w powiecie szydłowieckim, w gminie Szydłowiec. Ma status sołectwa.
| SIMC    | Nazwa       | Rodzaj     |
| ------- | ----------- | ---------- |
| 0639624 | Stanisławów | przysiółek |

Prywatna wieś szlachecka Zastrożenie, położona była w drugiej połowie XVI wieku w powiecie radomskim województwa sandomierskiego. W latach 1975–1998 miejscowość administracyjnie należała do województwa radomskiego.
Wierni Kościoła rzymskokatolickiego należą do parafii św. Mikołaja w Wysokiej.